# Bao dung
Bao dung là tôn trọng, thấu hiểu sự khác biệt của người khác đối với mình trong phong tục tập quán, quan niệm sống, niềm tin và tôn giáo, chủng tộc và cách thức hành động, chấp nhận cho người khác làm những chuyện mà bản thân mình không tán thành trong một sự giới hạn nhất định để hướng họ tự giác đến sự tốt đẹp. Hay nói ngắn gọn, sống bao dung là lối sống yêu thương, chia sẻ, tha thứ thay vì ghét bỏ, thù hận người khác.

## Lịch sử

### Thế kỷ 20
Năm 1948, Đại hội đồng Liên Hợp Quốc đã thông qua Tuyên ngôn Nhân quyền, trong đó Điều 18 và 19 nêu rõ:

Điều 18
Tất cả mọi người đều có quyền tự do tư tưởng, tín ngưỡng và tôn giáo; quyền này bao gồm cả quyền tự do thay đổi tôn giáo hoặc niềm tin, và quyền tự do biểu thị tôn giáo hoặc niềm tin qua việc giảng dạy, thực hành, thờ phượng và tu tập, với tư cách cá nhân hoặc trong cộng đồng nhiều người và ở nơi công cộng hoặc chốn riêng tư.
Điều 19
Tất cả mọi người đều có quyền tự do ý kiến và bày tỏ; quyền này bao gồm quyền tự do giữ ý kiến mà không bị cản trở hoặc quyền tìm kiếm, tiếp nhận và lan truyền thông tin và ý tưởng thông qua bất kỳ phương tiện biểu đạt và bất chấp biên giới nào.

Mặc dù không chính thức ràng buộc về mặt pháp lý, Tuyên bố đã được thông qua hoặc ảnh hưởng đến nhiều hiến pháp quốc gia kể từ năm 1948. Nó cũng là nền tảng cho ngày càng nhiều điều ước quốc tế và luật pháp quốc gia và các thể chế quốc tế, khu vực, quốc gia và địa phương bảo vệ và thúc đẩy quyền con người bao gồm tự do tôn giáo.
Năm 1965, Hội đồng Công giáo La Mã Vatican II đã ban hành sắc lệnh Dignitatis humanae (Tự do tôn giáo) tuyên bố rằng tất cả mọi người phải có quyền tự do tôn giáo.
Năm 1986, Ngày cầu nguyện thế giới vì hòa bình đầu tiên được tổ chức tại Assisi. Đại diện của một trăm hai mươi tôn giáo khác nhau đã đến để cầu nguyện với Thượng đế hoặc các vị thần của tín ngưỡng riêng của họ.

## Ý nghĩa của lòng bao dung
- Bao dung khiến chúng ta sống đẹp, nhẹ nhàng, chân thành, cởi mở hơn.
- Bao dung giúp con người ta xây dựng được nhiều mối quan hệ xã hội lành mạnh, tốt đẹp.
- Bao dung còn là cách để an ủi động viên người khác và bản thân sau mỗi lần vấp ngã.
- Nhờ có lòng bao dung, ta mới có thể sống thanh thản, thư giãn.
- Bao dung giúp chúng ta nhận lại được nhiều sự kính trọng, yêu quý, nể phục và tin cậy.

## Khác biệt giữa "bao dung" và "khoan dung"
Bao dung là sự chấp nhận và tôn trọng con người là đa dạng về đủ mọi mặt, còn khoan dung là đức tính rộng lượng, dễ dàng thông cảm, chấp nhận và tha thứ khiếm khuyết cũng như lỗi lầm của người khác.
Người khoan dung cũng có thể không bao dung khi không tôn trọng những gì mà mình không đồng ý. Còn người bao dung thì luôn có tính khoan dung vì đã chấp nhận sự khác biệt của người khác, nên cũng dễ thông cảm và tha thứ. coi như khoan dung là một phần của bao dung, bao dung có ý nghĩa rộng lớn và tổng quát hơn.

## Bao dung với những kẻ không bao dung
Các triết gia Michael Walzer, Karl Popper và John Rawls đã có một cuộc thảo luận với nhau về sự nghịch lý về việc bao dung đối với những kẻ không bao dung. Walzer đặt lên câu hỏi, "Chúng ta có nên bao dung đối với những kẻ không bao dung?" Ông ta nhận thấy rằng hầu hết các giáo phái nhỏ mà được hưởng lợi từ sự bao dung, lại thường không bao dung, ít nhất là về một số phương diện. Quan điểm của Rawls là các giáo phái không bao dung nên được chấp nhận trong một xã hội bao dung, ngoại trừ khi các giáo phái đó trực tiếp đe dọa sự an ninh của xã hội. Quan điểm đó dựa trên nền tảng vững bền của một xã hội bao dung, mà những thành viên của giáo phái không bao dung dần dần rồi cũng sẽ hấp thụ được tinh thần bao dung của xã hội.

## Các ca dao, tục ngữ, danh ngôn về lòng bao dung
- Bàn tay có ngón ngắn, ngón dài
- Một sự nhịn là chín sự lành
- Đánh kẻ chạy đi, không ai đánh kẻ chạy lại
- Mọi người vì một người, một người vì mọi người.
- "Khi bạn không tha thứ cho một ai đó, tức là bạn đang quay lưng lại với tương lai của mình. Khi bạn bao dung, điều đó có nghĩa bạn đang tiến về phía trước"-Tyler Perry